# Hošťálkovy
Hošťálkovy (niem. Gotschdorf) – gmina w Czechach, w powiecie Bruntál, w kraju morawsko-śląskim. Według danych z dnia 1 stycznia 2012 liczyła 585 mieszkańców.
Dzieli się na cztery części:
- Hošťálkovy
- Křížová
- Staré Purkartice
- Vraclávek

## Galeria

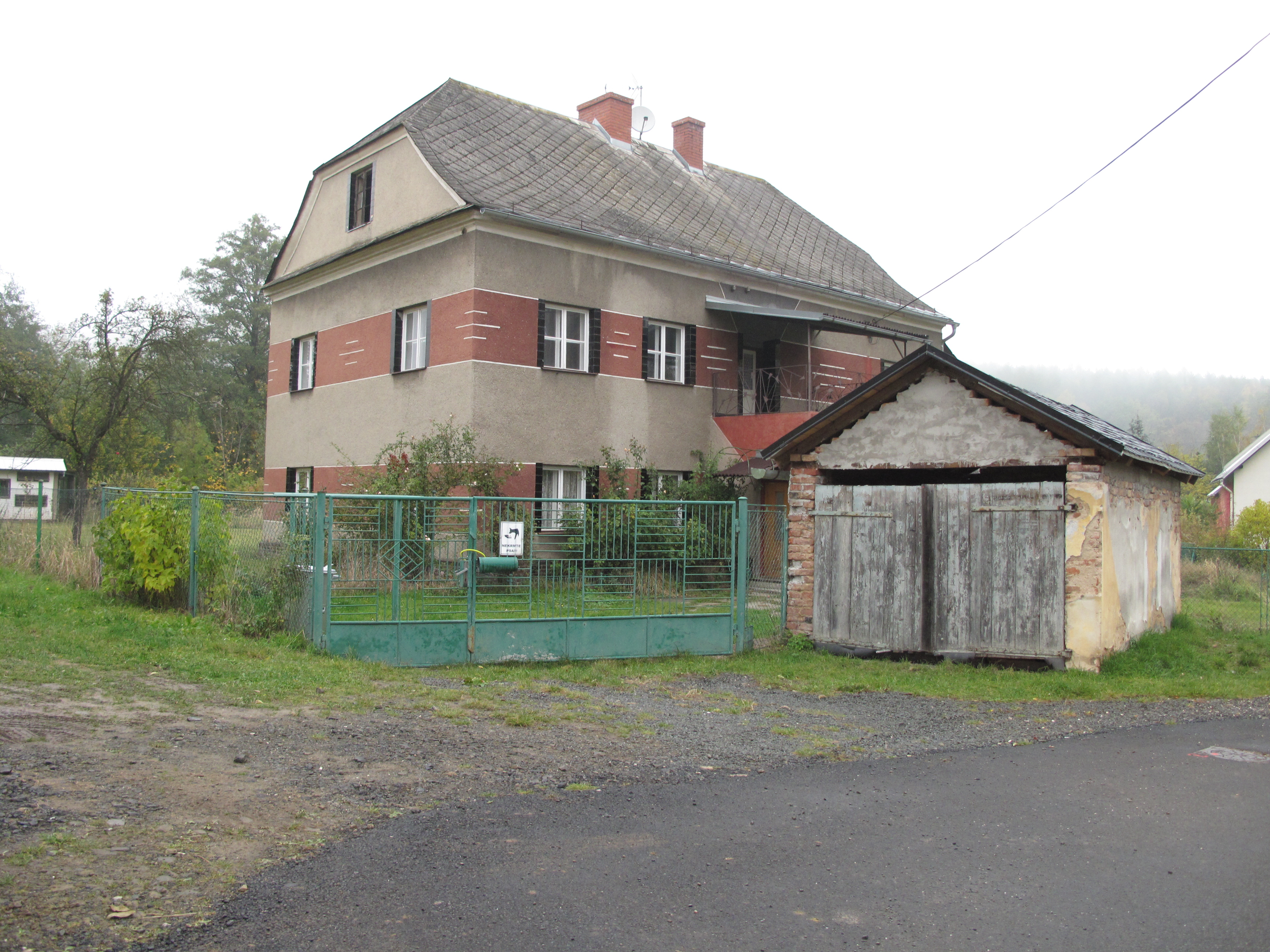
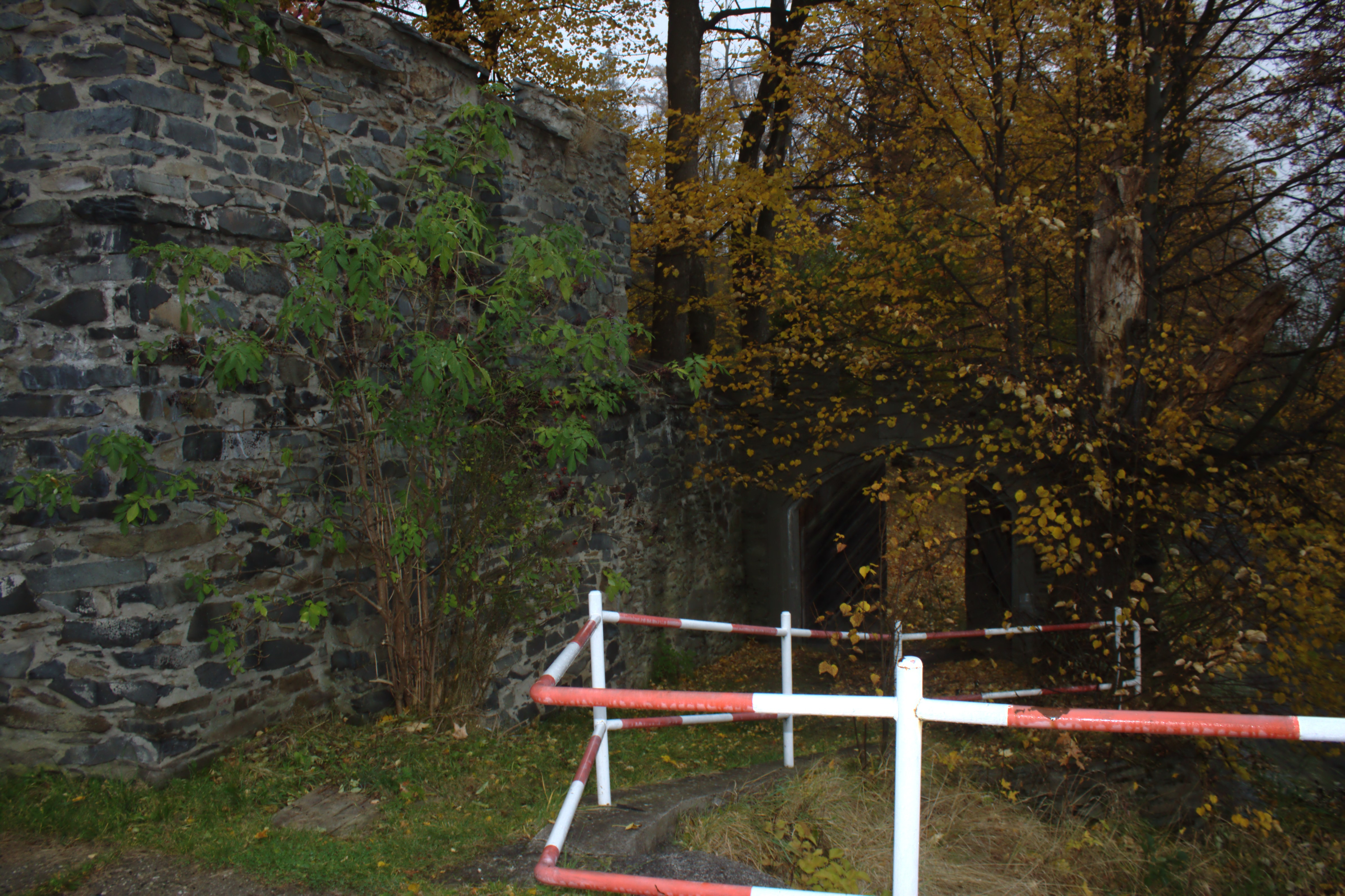
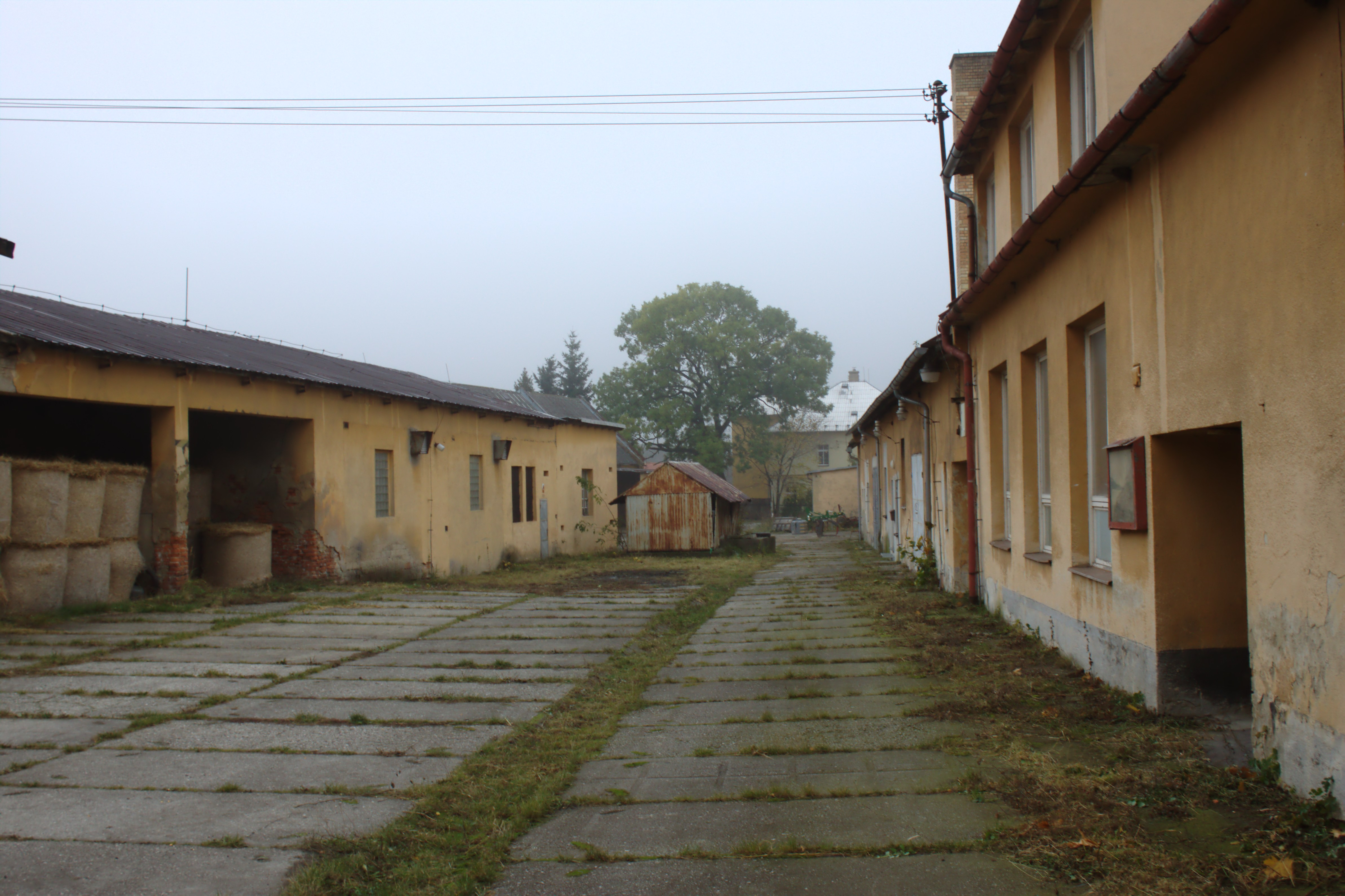